# Zerreißet, zersprenget, zertrümmert die Gruft, BWV 205
Zerreißet, zersprenget, zertrümmert die Gruft, BWV 205 (Truqueu, trossegeu, enderroqueu l'avenç), és una cantata profana de Johann Sebastian Bach d'homenatge al professor de la Universitat de Leipzig, August Friedrich Müller, estrenada en aquesta ciutat el 3 d'agost de 1725.

## Origen i context
Aquesta cantata, qualificada com a Dramma per Musica, és més coneguda pel títol Der zufriedengestellte Äoulus (El déu Èol complagut), el text és de Picander i forma part del conjunt d'escrits intitulats Ernst-Scherzhaffte und Satyrische Gedichte (Poemes seriosos, graciosos i satírics) publicat l'any 1727. Composta en homenatge a August Fridrich Müller, catedràtic de Dret de la Universitat, amb motiu del seu sant i com a mostra d'agraïment i afecte dels seu alumnes, fou interpretada com a serenata davant de casa seva. Basada, parcialment, en un passatge (63-90) del primer llibre de l'Eneida de Virgili, mescla elements mitològics amb lloances al professor, hi participen quatre personatges: Pal·las deessa de la raó (soprano), Pomona deessa dels fruits (contralt), Zèfir el vent suau i dolç (tenor) i Èol déu dels vents (baix), i el cor que representa tots els vents amenaçadors. Èol vol alliberar els vents de la caverna on els té reclosos i generar, així, les tempestes típiques de tardor, ja que l'estiu s'està acabant, Zèfir, Pomona i Pal·las aconsegueixen calmar-lo i que concedeixi una treva a fi i efecte que les muses preparin, en els cims del Mont Helicó, l'homenatge al professor Müller. Aquesta cantata fou aprofitada per Bach l'any 1734, en la BWV 205a composta per celebrar la coronació d' Frederic August com a rei de Polònia.

## Anàlisi
Obra escrita per a soprano, contralt, tenor, baix i cor; tres trompetes, timbals, dues flautes travesseres, dos oboès, dos oboè d'amor, viola d'amor, viola de gamba, corda i baix continu. Consta de quinze números: dos cors, sis recitatius seguits d'una ària i un últim recitatiu com a conclusió. Aquesta estructura es troba també en la cantata BWV 201.
1. Cor: Zerreißet, zersprenget, zertrümmert die Gruft (Truqueu, trossegeu, enderroqueu l'avenç)
2. Recitatiu (baix): Ja! ja! Die Stunden sind nunmehro nah (Sí! Sí! Ja és a prop, l'hora és arribada)
3. Ària (baix): Wie will ich lustig lachen (Quin tip de riure que em faré)
4. Recitatiu (tenor): Gefürcht'ter Aeolus (Temible Èol,)
5. Ària (tenor): Frische Schatten, meine Freude (Fresques ombres, la meva joia)
6. Recitatiu (baix): Beinahe wirst du mich bewegen (Gairebé el cor m’has tocat)
7. Ària (contralt): Können nicht die roten Wangen (Si aquestes galtes de color rosa,)
8. Recitatiu (contralt i soprano): So willst du, grimmger Aeolus (Terrible Èol, és que potser)
9. Ària (soprano): Angenehmer Zephyrus (Zèfir encisador)
10. Recitatiu (soprano i baix): Mein Aeolus (Èol meu)
11. Ària (baix): Zurücke, zurücke, geflügelten Winde (Amolleu, amolleu, vents voladors)
12. Recitatiu (soprano, contralt, tenor): WaLust!  (Quin plaer!)
13. Ària (duet de contralt i tenor): Zweig und Äste (Per a celebrar la teva festa)
14. Recitatiu (soprano): Ja, ja! ich lad euch selbst zu dieser Feier ein (Sí. sí! jo us convido a aquesta festa)
15. Cor: Vivat August, August vivat (Visca August, visca August!)

És una de les obres en què Bach empra més instruments, en particular de vent, degut, probablement, a què s'interpretà a l'aire lliure davant de la casa de Müller a la Katerinenstrasse, el carrer principal de Leipzig. L'obra conté dues estètiques ben diferents, una que fa referència a escenes de tempestes, típica de l'òpera francesa, amb unes notes ascendents molt ràpides seguides d'altres en caiguda lliure a càrrec de la corda i la fusta, notes repetides pel metall i vocalitzacions desbordades de la veu, representant, així, tota la fúria dels vents. L'altra estètica, més calmada, es troba quan intervé Zèfir, amb un estil dolç acompanyat per les violes.
El cor del primer número comença amb una secció amb la participació de tot el conjunt instrumental, que descriu el furor dels vents reclosos a la cova per Èol que reclamen la seva llibertat, segueix una segona secció més lleugera, sense les trompetes ni els timbals, i a la tercera es repeteix, de fet, la primera adoptant el número una estructura ternària da capo. En el recitatiu del segon número es presenta el déu Èol que està disposat a alliberar els seus súbdits – els vents– del migdia a mitjanit; el baix va acompanyat per tots els instruments per tal destacar el text Ich gebe euch Macht... (També us donaré poder…). El mateix baix, com a expressió de força i poder, canta en l'ària següent la satisfacció que li produirà l'espectacle de desolació que en resultarà. Mentrestant el tenor, en el paper del dolç Zèfir, intervé en el recitatiu i ària següents, números 4 i 5, deplora la decisió del seu mestre Èol i procura imposar el seu dolç alè durant tot el dia. A l'ària, acompanyat de la viola d'amor i la de gamba, destaquen els passatges sobre schmerzlich scheide (me'n vaig contrit) i windet euch, verwaisten Zweige (Ajupiu-vos orfes braçades). Després d'un breu recitatiu del baix, apareixen les deesses Pomona i Pal·las intercedint, cadascuna amb el seu encís, davant d'Èol per tal que aturi els vents. Primer, una intervenció del contralt (Pomona) en una ària amb l'oboè d'amor, després ambdues dialoguen en un recitatiu i, finalment, el número 9 estructurat com un concertant per a soprano, violí solista i continu. En el recitatiu del número 10, Pal·las li explica a Èol –amb una destacada participació de les flautes – que en el mont Helicó les muses estan preparant una festa en homenatge al professor Müller, motiu pel qual ha de deixar bufar el dolç ven de Zèfir. Èol accedeix a reprimir els seus poderosos vents en una ària, número 11, de tres seccions i l'acompanyament de tot el metall amb unes vocalitzacions sobre les paraules tan adequades com Geflügelten Winde (vents voladors), besänfigte (encalmeu-vos) i wehet ihr gleich (encara us plau fer vent). Arriba ara el moment de les felicitacions, que comença amb un recitatiu, quasi un arioso concertant en què es manifesta la satisfacció per l'apaivagament dels vents. Pomona i Zèfir en duo acompanyats per les flautes diuen que tot està a punt per a la festa, Pal·las hi convida tothom en un recitatiu on sobresurten un vocalitzacions sobre Auf! (Apa!) i frohen (acontentament). La festa acaba amb l'alegre cor final de lloança i bons desitjos a l'homenatjat amb la participació de tota l'orquestra i el cor. Té una durada aproximada d'uns quaranta minuts.

## Discografia seleccionada
- J.S. Bach: Complete Cantatas Vol. 5. Ton Koopman, Amsterdam Baroque Orchestra & Choir, Lisa Larsson, Elisabeth von Magnus, Christoph Prégardien, Klaus Mertens. (Challenge Classics), 2006.
- J.S. Bach: Secular Cantatas BWV 205. Quodlibet, BWV 524. Helmuth Rilling, Bach-Collegium Stuttgart, Gächinger Kantorei Stuttgart, Sibylla Rubens, Yvonne Naef, Chrsitoph Genz, Andreas Shmidt. (Hänssler), 1999.
- J.S. Bach: Secular Cantatas BWV 205 & 207. Peter Schreier, Kammerorchester Berlin, Edith Mathis, Carolyn Watkinson, Peter Schreier, Siegfried Lorenz. (Berlin Classics), 1996.
- J.S. Bach: Secular Cantatas. Nikolaus Harnoncourt, Concentus Musicus Wien, Arnold Schoenberg Chor, Yvonne Kenny, Marjana Lipovsiek, Kurt Equiluz, Robert Holl. (Teldec), 1983.
- J.S. Bach: Secular Cantatas BWV 205 & 214. Gustav Leonhardt, Orquestra of the Age of Enligthenment, Mieke van der Sluis, René Jacobs, Christoph Prégardien, David Thomas. (Philips), 1990.

- J.S. Bach: Secular Cantatas BWV 201, 205 & 2013. René Jacobs, Akademie für Alte Musik, RIAS-Kammerchor, Efrat Ben-Nun, Katharina Kammerloher, Christoph Prégardien, Klaus Häger. (Harmonia Mundi), 2002.
- J.S. Bach: Secular Cantatas Vol. 4. Masaaki Suzuki, Bach Collegium Japan, Joanne Lunn, Robin Blaze, Wolfram Lattke, Robert Williams. (BIS), 2013.